# Organización territorial de Indonesia
La República de Indonesia está dividida en provincias (en indonesio: Provinsi). Las provincias consisten en regencias (Kabupaten) y ciudades (Kota). Cada provincia, regencia y ciudad tiene su propio gobierno y cuerpo parlamental local.
Desde la declaración de la ley número 22, sancionada en el año 1999, los gobiernos locales pueden administrar libremente sus áreas; sin embargo, la política extranjera, la defensa (incluyendo a las fuerzas armadas y a la policía nacional), el sistema jurídico y la política monetaria aún los controla el gobierno nacional. Desde 2005, las autoridades principales de los gobiernos locales (gobernadores, regentes y alcaldes) se eligen directamente mediante elecciones populares. 

## Provincias
Se conocían anteriormente como "nivel uno". Hay tres tipos de provincia:

División administrativa de Indonesia.

### Provincia
Es un área geográfica encabezada por un Gobernador.

### Región semiautónoma
El estatus de región semiautónoma le es otorgado a aquellas regiones que se considera que han aportado una contribución invalorable a la República de Indonesia tanto antes como después de la declaración de la independencia en 1945.
Las dos regiones semiautónomas son: el territorio especial de Aceh y la Región Especial de Yogyakarta.

### Regiones especiales
Hay actualmente una Región especial, la de la capital, Yakarta.

## Regencias y ciudades
Se conocían anteriormente como "nivel dos". En la actualidad, son tanto Regencias (Kabupaten) como ciudades (Kota or Kotamadya)'. 
Las diferencias entre regencias y ciudades esta en las diferencias demográficas, de tamaño y económicas.
Las regencias están encabezadas por un regente (Bupati) mientras que las ciudades tienen un alcalde (Walikota).

## Subdistritos
Los subdistritos (Kecamatan) conforman el tercer nivel de la administración y existen dentro de las regencias y de las ciudades. Están encabezadas por un Camat.

## Pueblos
El siguiente nivel existente es el de pueblo (desa o kelurahan).

### Desa
En indonesio, Desa tiene una connotación rural. En el contexto de la administración gubernamental en Indonesia la Desa puede ser definida como una estructura en la que una autoridad local rige acorde con el conocimiento de las tradiciones locales.

### Kelurahan
Está en el mismo nivel de Desa, y suele estar en entornos urbanos. Está encabezada por un lurah.

## Vecindades
Una vecindad es una organización no gubernamental que está formada para satisfacer las necesidades de la gente del pueblo o kelurahan. El líder de la vecindad es elegido por los vecinos.

### Rukun Warga
Rukun Warga (RW) consiste en uno o más Rukun Tetangga (RT). El número máximo de RT en RW varía de un Kecamatan a otro.

### Rukun Tetangga
Rukun Tetangga (RT) consiste en una agrupación de varias casas. El número máximo de casas en un RT varía de un lugar a otro. Es el nivel más bajo en la división del territorio en Indonesia.